# Macrocentrus calacte
Macrocentrus calacte är en stekelart som beskrevs av Nixon 1938. Macrocentrus calacte ingår i släktet Macrocentrus och familjen bracksteklar. Inga underarter finns listade i Catalogue of Life.